# Henricia leviuscula
Henricia leviuscula là tên một loài sao biển thuộc họ Echinasteridae sinh sống dọc theo bờ biển Bắc Mỹ của phía Thái Bình Dương. Cụ thể là từ Alaska đến Baja California. Hai phân loài của nó là Henricia leviuscula annectens và Henricia leviuscula levivuscula.

## Mô tả
Người ta dễ dàng nhận ra chúng vì màu đỏ cam sáng, nhưng dù vậy cũng có nhiều cá thể có màu từ nâu đến tím. Phần thân có thể có lốm đốm màu xám. Thường thì loài này có 5 cánh (thi thoảng cũng có cá thể có 4 hoặc 6 cánh). Cánh trơn, nhẵn vì không có gai và chân kìm nhỏ. Kích thước của Henricia leviuscula tương đối nhỏ, đường kính chỉ hơn 8 cm và ít có cá thể nào hơn 12 cm.

## Sinh vật học
Chúng là loài sinh sản hữu tính và con cái không nuôi con non. Điều này trái với một nguồn khác nói rằng nếu con cái nhỏ thì sẽ nuôi con, khi lớn hơn thì bỏ mặc trứng trôi đi. Đây là một lí do làm cho các nhà sinh vật học cho là đây là một loài phức hợp, tức là có nhiều loài có nhiều đặc điểm giống nhau và chỉ khác một vài cái. Trứng có đường kính là 1342 μm.
Khi nghiên cứu một cá thể sao biển 5 cánh, các nhà khoa học thấy là lúc bị lật ngửa nó dùng chân thứ 1 và thứ 3 để vặn về phía nhau, chân thứ 4 và 5 dùng để giúp cơ thể ở trên bề mặt đáy. Nó sẽ giơ chân thứ 2 lên rồi bắt đầu lật lại. Các cá thể khác cũng tương tự như vậy. Thời gian trung bình của hành động này là 15.22 phút.
Thức ăn của Henricia leviuscula là các loài động vật thân lỗ và các vi khuẩn nhỏ. Nó sẽ phô dạ dày của nó lên bề mặt của động vật thân lỗ để ăn và dùng chất nhầy của nó để bắt lấy vi khuẩn.
Môi trường nó sống là bên dưới các tàng đá và có hành vi bảo vệ lãnh thổ từ vùng thủy triều thấp đến nơi có độ sâu khoảng 400 mét. Động vật hội sinh của loài này là một loài sâu biển tên là Arctonoe vittata.